# The Good Dinosaur
The Good Dinosaur (bra: O Bom Dinossauro; prt: A Viagem de Arlo (The Good Dinosaur)) é um filme de animação produzido pela Pixar Animation Studios, sendo o décimo-sexto animado realizado pelo estúdio. Com as vozes de Raymond Ochoa, Jeffrey Wright, Frances McDormand, Anna Paquin, Marcus Scribner, Steve Zahn e Sam Elliott.

## Enredo
Numa linha do tempo alternativa os dinossauros escaparam da extinção quando o asteróide passou reto pela Terra. Milhões de anos mais tarde, numa fazenda, um casal de Apatossauros agricultores, Henry e Ida, tem três filhos de 11 anos : Buck, Libby e, o último a chocar, Arlo. As crianças tem que deixar sua marca no silo da fazenda por algo grande que fizeram. Buck e Libby já deixaram as suas, mas Arlo possui uma natureza covarde e torna essas tarefas hiper difíceis pra ele. Seu pai, que sempre o ajudou em tudo, quer ajudá-lo a conseguir a marca levando Arlo para montar armadilhas, deixando-o como vigia. Um dia um humano cai na armadilha, mas Arlo é muito bondoso para matá-lo, então o deixa ir. Seu pai fica muito desapontado com ele, então os dois vão até uma montanha para perseguir e achar o humano de novo, até que começa a chover. Arlo se machuca tentando perseguir o humano e seu pai vê que foi longe demais, e antes de ser arrastado pela correnteza, o pai de Arlo o salva, mas é arrastado e morto. Sem seu pai, Arlo tem que ajudar sua mãe a fazer a colheita para o estoque do inverno. Ao chegar no silo de milho encontra o humano outra vez e, num ataque de raiva, o ataca. Por acidente os dois caem no rio e Arlo é nocauteado por uma pedra e desmaia. Quando acorda se vê a quilômetros de distância de sua casa e se levanta para voltar. No meio do caminho encontra uma criatura parecida com uma cobra com patas tentando atacá-lo mas o humano o protege. Depois disso, Forrest Woodbush, um colecionador de animais que quer ficar com ele, tenta chamá-lo com vários nomes, mas ele só responde a Arlo que o batiza de Spot. Depois de viajarem juntos o resto do dia, Arlo lamenta sua família perdida e confia em Spot, que revela que seus pais estão mortos. Os dois dormem. No dia seguinte, uma tempestade violenta chega à terra, e Arlo, lembrando do acidente em que perdeu seu pai, corre para sua segurança. Quando acorda, ele e Spot estão cercados por pterodáctilos. Quando fogem, encontram dois tiranossauros rex chamados Ramsey e Nash. Os dois são cowboys que são treinados pelo pai Butch, que acolhem Arlo e Spot. No rancho todos são atacados por três velociraptores. Arlo afugenta os dois que revidam mas são impedidos por Butch que os bota pra longe, assim conseguem o respeito do trio que leva Arlo á área de sua terra natal. Ao longo do caminho, Arlo e Spot encontram um humano mas o ignoram. Outra tempestade começa a vir fazendo os pterodáctilos voltarem a atacá-los, e dessa vez conseguem tirar Spot da vista de Arlo. Quando Arlo começa a desistir tem uma visão de seu pai levando-o embora, mas Arlo percebe o quanto se importa com Spot e volta. Quando recupera Spot ambos caem em outro rio e Spot desmaia. Arlo o leva para terra-firme onde ele recobra a consciência. No meio do caminho encontram uma família de humanos, assim como Spot, querendo adotá-lo. Arlo não quer deixar o amigo, mas faz o que tem que ser feito. Os dois se despedem emocionalmente e Spot caminha com sua nova família nos dois pés pela primeira vez. Antes de sumirem na montanha, Spot uiva para Arlo, que também uiva pra ele. Arlo volta pra sua casa, recebido por sua mãe e irmãos. Finalmente ele está autorizado a deixar sua marca no silo, entre as de sua mãe e de seu pai.

## Elenco
- Raymond Ochoa como Arlo. Em Portugal, Benjamin da Guerra.[3]
- Jack Bright como Spot.
- Jeffrey Wright como Papai Henry.
- Frances McDormand como Momma / Mamãe Ida. Em Portugal, Natália Luiza[3]
- Steve Zahn como Tempestade / Trovoada. Em portugal, Filipe Duarte[3]
- Mandy Freund como Temporal.
- Steven Clay Hunter como Ventânia.
- Sam Elliott como Butch.
- Anna Paquin como Ramsey. Em Portugal, Vera Kolodzig.[3]
- A.J. Buckley como Nash. Em Portugal, Diogo Amaral.[3]
- Marcus Scribner como Buck.
- Maleah Padilla como Libby.
- Peter Sohn como Colecionador de animais. Em Portugal, Pedro Lima.[3]
- Dave Boat como Bubbha.
- John Ratzenberger como Earl.
- Carrie Paff como Lurleane.
- Mackenzie Grant como Melvin.

A versão portuguesa foi dirigida por Rui Paulo. Vozes adicionais fornecidas por Ana Carolina.

## Recepção

### Bilheteria
Em seu primeiro final de semana The Good Dinosaur arrecadou 39 milhões de dólares nos EUA e Canadá. The Good Dinosaur arrecadou 117,3 milhões de dólares nos EUA e Canadá e 148,7 milhões de dólares ao redor do mundo, para um total de mais de 266 milhões de dólares contra um orçamento de 200 milhões, sendo o filme da Pixar que menos arrecadou na bilheteria.

### Crítica
The Good Dinosaur teve críticas geralmente positivas parte da crítica especializada. Os agregadores de revisão do site Rotten Tomatoes relataram um índice de aprovação de 76%,ou seja 3 estrelas,  com uma classificação média de 6,6/10 com base em uma agregação de 165 críticas. No Metacritic, o filme conseguiu uma classificação média de 66 em 100 baseado em 37 críticas. No IMDb, que é reservado para a avaliação do público, o filme tem uma nota de 6,8 de 10, baseado em mais de 20 mil avaliações.

## Lançamento
The Good Dinosaur foi lançado nos cinemas brasileiros no dia 07 de Janeiro de 2016. Em 16 de fevereiro de 2016, o filme foi lançado em Blu-ray (2D e 3D) e DVD nos Estados Unidos.